# Samuel Wilberforce
Samuel Wilberforce (Londres, 7 de setembro de 1805 - Surrey, 19 de julho de 1873), foi um bispo anglicano considerado um dos maiores oradores de sua época. Wilberforce foi Bispo de Oxford e Deão de Westminster. Tornou-se conhecido por suas excessivas críticas a Charles Darwin e pelo debate com Thomas Henry Huxley, que teve lugar em Oxford, sobre o tema "Darwinismo e Sociedade".

## Debate sobre "Darwinismo e Sociedade"
Em 1860, Wilberforce tomou parte em um famoso debate sobre a Evolução das Espécies na Universidade Oxford com o aclamado cientista Thomas Henry Huxley. O debate ocorreu em um Sábado, tendo centenas de espectadores, a maioria interessada nos pensamentos de Huxley. Ao contrário da crença popular, Wilberforce não foi intolerante às teorias de Darwin durante o debate, apresentando até mesmo argumentos científicos.
Contudo, o debate tornou-se acalorado quando Wilberforce perguntou se "foi através da sua avó ou do seu avô" que Huxley "considerava a descendência de um símio". Huxley prontamente respondeu que "preferia ser descendente de um símio a um homem altamente favorecido pela natureza que possui grande capacidade de influência mas mesmo assim emprega essa capacidade e influência para o mero propósito de introduzir o ridículo em uma discussão científica séria". A resposta de Huxley correu o mundo e este foi considerado vitorioso...

## Influência
Para constatar o status social e a reputação de Wilberforce, talvez seja suficiente citar que ele era Bispo de Oxford, membro da Câmara dos Lordes e associado da Royal Society.
Sua atitude em relação Ensaios e Análises em 1861, contra a qual ele escreveu um artigo na Quarterly, ele ganhou a especial gratidão da Igreja Mínimo partido, e ultimamente ele beneficiou a plena confiança e estima de todos à excepção da extrema-homens de cada lado e festa . Foi também Wilberforce que proclamou eminente geólogo Sir Roderick Murchison o Rei de Siluria oficiosas. Sobre a publicação de John William Colenso do Comentário sobre os romanos em 1861, Wilberforce tentou induzir o autor de realizar uma conferência privada com ele, mas após a publicação das duas primeiras partes do Pentateuco Criticamente Examinado ele elaborou o endereço dos bispos Colenso em que apelou para que se demita seu bispado. Em 1867 ele enquadrada no primeiro relatório da Comissão ritualista, em que as medidas coercivas contra o ritualismo foram discountenanced pelo uso da palavra "limitar", em vez de "suprimir" ou "proibir". Ele também tentou tomar o cheiro de algumas resoluções da segunda ritualístico da Comissão em 1868, e foi um dos quatro que assinaram o relatório de qualificação. Embora opõe fortemente ao disestablishment da Igreja da Irlanda, mas, quando o eleitorado decidiu por ela, ele avisou que a oposição não deve ser feita a ele pela Câmara dos Lordes. Após vinte e quatro anos na diocese de Oxford, ele foi traduzido por Gladstone para o bispado de Winchester. Ele foi morto em 19 de Julho de 1873, pelo choque de uma queda de seu cavalo perto de Dorking, Surrey. Huxley declaradamente comentou que o cérebro de Wilberforce finalmente havia entrado em contato com a realidade, e o resultado foi fatal.